# Muncimir
Muncimir van Kroatië was een hertog van Dalmatisch Kroatië tussen 892 en 910. Hij was afkomstig van het Kroatische geslacht Trpimir en de zoon van Trpimir I van Kroatië.
Muncimir was de derde zoon van Trpimir I en de broer van Petar en Zdeslav. Muncimir volgde in 892 Branimir op als de Hertog van Kroatië, om zo weer de regeringslijn van de Trpimirovićdynastie weer te herstellen. Hij regeerde in Trogir.
Hij werd opgevolgd door Tomislav I, de eerste koning van Kroatië. De familiale relatie tussen Muncimir en Tomislav blijft een raadsel. Het is mogelijk dat Tomislav de zoon van Muncimir was.